# Euroscaptor klossi
Euroscaptor klossi is een zoogdier uit de familie van de mollen (Talpidae). De wetenschappelijke naam van de soort werd voor het eerst geldig gepubliceerd door Thomas in 1929.